# Ladislav Krejčí (1999)
Ladislav Krejčí (Rosice, 20 de maio de 1999) é um futebolista profissional tcheco que atua como meio-campista ou zagueiro no Girona e na seleção da República Tcheca. Krejčí foi considerado em 2024 um dos 30 tchecos com menos de 30 anos mais talentosos, pela edição tcheca da revista Forbes.

## Carreira

### Zbrojovka Brno
Krejčí fez sua estreia profissional pelo Zbrojovka Brno em uma partida em casa contra o Sparta Praga em 2 de outubro de 2016, que terminou em um empate por 3–3. Ele marcou seu primeiro gol na liga em 13 de maio de 2018, na vitória sobre o Teplice por 4–1.

### Sparta Praga
Em 6 de junho de 2019, Krejčí assinou um contrato de quatro anos com o Sparta Praga. Em julho de 2022, ele se tornou o capitão do Sparta, substituindo Bořek Dočkal, que havia se aposentado na temporada anterior.
Em maio de 2023, Krejčí ajudou o clube a ganhar seu primeiro título do campeonato desde 2014 como capitão. Ele foi premiado como melhor meio-campista e jogador da temporada 2022–23 pela associação da liga.
Em 10 de março de 2024, Krejčí recebeu seu quinto cartão vermelho com a camisa do Sparta Praga, na derrota por 4–0 fora de casa contra o Viktoria Plzeň, estabelecendo o novo recorde de mais cartões vermelhos recebidos na história do Sparta Praga na competição desde 1954. Em maio daquele ano, ele ganhou seu segundo título de campeonato em duas temporadas, e a copa nacional como capitão.

### Girona
Em 14 de junho de 2024, Krejčí assinou um contrato de cinco anos com o time espanhol Girona.

### Carreira internacional
Em março de 2022, Krejčí recebeu sua primeira convocação profissional para a seleção da República Tcheca, do técnico Jaroslav Šilhavý.
Na partida de eliminatória para a Eurocopa de 2024, em 24 de março de 2023, Krejčí marcou seu primeiro gol pela seleção contra a Polônia, que é considerado o mais rápido na história da seleção da República Tcheca. Em 17 de junho de 2023, ele marcou outro gol contra as Ilhas Faroé, resultando em uma vitória por 3–0. Em 28 de maio de 2024, ele foi convocado para a Eurocopa de 2024.

## Títulos
Sparta Praga
- Copa da República Tcheca: 2019–20, 2023–24[12]
- Campeonato Tcheco: 2022–23, 2023–24[7][11]